# Aldosteron
Aldosteron er et hormon, der har stor betydning for regulering af væske- og saltbalancen i kroppen. Det er et mineralkortikoid: et steroidhormon, der produceres i binyrebarken ud fra kolesterol.
Aldosteron fremmer genoptagelse (resorption) af natrium (salt) og udskiller kalium i nyrernes distale tubuli (nedadgående rør) og samlerør. Ved resorptionen (genoptagelse) af natrium ændres blodets osmotiske tryk, og derved reabsorberes mere vand fra nyrerne, og vi får et større blodvolumen. Aldosteron udskilles, når blodtrykket er lavt, via reninangiotensinaldosteronsystemet eller ved høj kaliumkoncentration i blodet.

## Renin angiotensin aldosteron systemet (RAAS)
Hvert nephron i nyrerne laver et "loop", så den distale tubulus kontakter den vaskulære pol af sit eget nephron. Her findes det juxtaglomerulære apparat, bestående af
1) Macula densa celler:
Specialiserede celler i tubulus væggen, der vender mod de andre celler i det juxtaglomerulære apparat.
2) Granulaceller:
Eller juxtaglomerulære celler. Modificerede glatte muskelceller der overvejende findes i den afferente arteriole. Ved stimulation kan disse celler secernere enzymet renin.
3) Ekstraglomerulære mesangialceller:
Funktionen af disse er ukendt, men man formoder at cellerne formidler information fra macula densa til granulacellerne.
Reninafgivelsen øges ved lavt blodtryk via forskellige mekanismer:
1) Baroreceptor mekanismen:
Granulacellerne er strækfølsomme og secernerer renin hvis strækket falder (som ved lavt blodtryk).
2) Macula densa mekanismen:
Nedsat natrium-koncentration i tubulus lumen medfører stimulation af granulacellerne til frigivelse af renin (natrium koncentrationen i tubulus lumen falder ved lavt blodtryk: Nedsat GFR (filtreret plasma per tid) (som ved lavt blodtryk) medfører, at urinen tilbringer "mere tid" i nephronet, hvorfor der kan reabsorberes mere natrium)
Macula densa cellerne er også følsomme for stræk, som medfører hæmning af reninsekretionen (ved højt blodtryk øges GFR og dermed også strækket af macula densa cellerne).
3) Sympatisk innervation:
Medfører øget renin afgivelse.
Renin er et enzym, som katalyserer omdannelsen af angiotensiongen til angiotensin 1. Angiotensin 1 omdannes til angiotension 2 af angiotensin converting enzym i lungerne (ACE). Angiotensin 2 er et potent hormon, som bl.a. forårsager vasokonstriktion, potentierer effekterne af det sympatiske nervesystem, stimulerer reabsorption af natrium fra nyrerne, stimulerer udskillelsen af ADH (anti diuretisk hormon) fra hypofysen og aldosteron fra binyrebarken.